# Alfred Drees
Alfred Drees (* 13. Dezember 1930 in Osnabrück; † vor 25. September 2020) war ein deutscher Psychiater, Psychoanalytiker und Hochschullehrer.

## Leben
Nach einer Lehre arbeitete Drees als Elektroinstallateur, Bergmann und Beleuchter. Von 1950 bis 1952 war er Fahrradbote einer Osnabrücker Wäscherei. 1959 legte er sein Abitur ab. Es folgte von 1960 bis 1965 ein Medizinstudium. Anschließend war er von 1966 bis 1967 im Landeskrankenhaus Heppenheim als Medizinalassistent tätig, von 1967 bis 1968 als Arzt im Auftrag des Roten Kreuzes im Biafra-Krieg in Nigeria. 1969 promovierte er in Medizin an der Universität Frankfurt am Main. Er arbeitete von 1968 bis 1975 als Assistent der Psychiatrischen Klinik in der Medizinischen Hochschule Hannover und dort 1975 bis 1979 als Oberarzt. Er habilitierte sich 1979 in Hannover. Im Jahr 1980 folgte die Anerkennung als Psychoanalytiker; er nahm einen Lehrauftrag für Psychosomatik an der Medizinischen Hochschule Hannover wahr. Von 1980 bis 1982 übernahm er die Aufgabe des Chefarztes im Rhön-Klinikum Bad Neustadt/Saale; von 1982 bis 1995 war er Chefarzt an der Psychiatrischen und Psychosomatischen Klinik in Duisburg-Rheinhausen. Nach seiner Pensionierung 1996 war er in privater Praxis sowie als Ausbildungsleiter des Zentrums für prismatische Kommunikation Krefeld tätig.

### Schwerpunkte in Forschung, Lehre und Praxis
- Integrative Psychotherapie
- Prismatische Psychotherapie
- Humanisierung der Psychiatrie
- Gemeindeorientierte Betreuungsformen
- Konfliktlösende Gesprächsformen und Sozialstrategien
- Therapeutische Behandlung von Folteropfern
- Stress im Umfeld von Tod und Trauer
- Balint-Gruppen

### Auszeichnung
- Bundesverdienstkreuz am Bande (24. März 1995)[3]

## Werke

### Bücher
- Über Beziehungen zwischen Milieu- und Hirnschädigungen und dem Erfolg anstaltsinterner Rehabilitation bei chronisch schizophrenen Patienten. Frankfurt 1969 (zugleich Dissertation, Medizinische Fakultät Frankfurt, 13. Januar 1969)
- Balintgruppen in Institutionen. 1979 (zugleich Habilitationsschrift, Medizinische Hochschule Hannover, 1979)
- Innovative Wege in der Psychiatrie. Sozialstrategien und poetische Kommunikation (Reihe "Edition psychosozial"), Giessen 1997, ISBN 3-930096-93-5.
- Folter. Opfer, Täter, Therapeuten. Neue Konzepte in der psychotherapeutischen Behandlung von Gewaltopfern (= Reihe "Edition psychosozial"), 2., korrigierte Auflage, Gießen 1997, ISBN 3-930096-52-8.
- Intuition in der Sterbebegleitung in Klinik, Hospiz und Familie. Lengerich, Berlin, Riga, Rom, Wien, Zagreb 2001, ISBN 3-936142-22-X.
- Prismatische Balintgruppen. Für Ärzte, Psychologen, Seelsorger und Lehrer, für Berater, Pflegende, Helfende und Kreativtherapeuten. Lengerich, Berlin, Bremen, Riga, Rom, Viernheim, Wien, Zagreb 2002, ISBN 3-936142-77-7.
- Prismatische Poesie. Berlin 2004, ISBN 3-938262-09-5.
- Prismatisieren. Mit freien Phantasien in Therapien, Beratungen und Supervisionen, in Pflege, Betreuung und in Lernprozessen mit dem Ziel, Spannungen zu verringern, Leidenszustände zu reduzieren und Betreuende zu entlasten und Ich-Kompetenzen zu erweitern. Krefeld 2006, ISBN 978-3-00-020576-7.
- Du kannst Deine Türen öffnen. Prismatische Gespräche mit freien Phantasien. Berlin 2008, ISBN 978-3-86805-127-8.
- Prismatische Ich-Erweiterung. Erprobt in Psychotherapien, in Konflikten und Gesprächsblockaden, in Beratungen und Supervisionen sowie in Lernprozessen. Frankfurt, M., München, London, New York, NY 2010, ISBN 978-3-8372-0744-6.
- Prismatische Psychologie. Gespräche mit deutungsfreien Phantasien und bindungsfreien Emotionen um Leiden zu entlasten, das Ich zu stärken. Berlin 2011, ISBN 978-3-86805-918-2.
- Ich-Geschichten. Berlin 2011, ISBN 978-3-86805-907-6.
- Das befreite Ich ermöglicht die Entlastung von Leidenszuständen und Konflikten. Berlin 2012, ISBN 978-3-86386-193-3.

### Beiträge in Sammelwerken
- Der Gefolterte und sein Therapeut. Zur psychosozialen Behandlung von Folteropfern, In: Hans Stoffels (Hrsg.), Schicksale der Verfolgten. Psychische und somatische Auswirkungen von Terrorherrschaft, Berlin, Heidelberg, New York, London, Paris, Tokyo, Hong Kong, Barcelona, Budapest 1991, ISBN 3-540-51942-4.
- Sinnlich intuitives Erleben und freie Phantasien in der Sterbebegleitung, In: TrauerInstitut Deutschland e.V., Chris Paul, Monika Müller, Paul Timmermans (Hrsg.), Qualität in der Trauerbegleitung. Dokumentation der 2. NRW-Trauerkonferenz, 9./10. Juni 2002 (Bergisch Gladbach), (= Schriftenreihe Praxisforschung Trauer, Band 1), Wuppertal 2003, ISBN 3-9808351-1-1, S. 25–36.
- Sinnfindung in der Sozialpsychiatrie, In: Hilarion G. Petzold (Hrsg.): Sinn, Sinnerfahrung, Lebenssinn in Psychologie und Psychotherapie. Bielefeld, Locarno 2005, Band 1 (Sinn und Sinnerfahrung. Interdisziplinäre Perspektiven), ISBN 3-89528-501-3, S. 234–264.
- Defokussierende Imaginationen in der integrierten Psychotherapie, In: Gerhard S. Barolin (Hrsg.): Integrierte Psychotherapie. Anwendungen in der Gesamtmedizin und verwandten Sozialberufen (= Schrift der Akademie für Psychotherapeutische Medizin, Wien und der Arbeitsgemeinschaft für Integrierte Psychotherapie), Wien, New York 2006, ISBN 978-3-211-25775-3, S. 479–493.

### Lexikon-Artikel
- Balint-Gruppen, In: Lexikon für Theologie und Kirche, 3. Auflage, Freiburg 1993, Band 1, Spalte 1370.
- Manie, Manisch-depressiver Formenkreis. In: Deutscher Verein für öffentliche und private Fürsorge (Hrsg.), Roland Becker (Redaktion): Fachlexikon der sozialen Arbeit. 4., vollst. überarb. Auflage, Stuttgart, Berlin, Köln 1997, ISBN 3-17-006782-6.
- Manie, Psychopharmaka. In: Deutscher Verein für öffentliche und private Fürsorge (Hrsg.), Manfred Wolf (Redaktion), Fachlexikon der sozialen Arbeit. 5. Auflage, Stuttgart, Berlin, Köln 2002, ISBN 3-17-006848-2.

### Zeitschriftenartikel
- Guidelines for a short-term therapy of a torture depression, In: Society for Traumatic Stress Studies (Hg.), Journal of traumatic stress (J.Traum.Stress), Jahrgang 2, 1989, Heft 4 (Oktober), S. 549–554.
- Kurztherapie einer türkischen Familie, In: Familiendynamik. Systemische Praxis und Forschung, Jahrgang 19, 1994 Heft 2, S. 175–181.
- Freie Phantasien mit Psychose-Erfahrenen, In: Soziale Psychiatrie, ISSN 0937-2628, 1994, Heft 4, S. 12–16.
- Vergewaltigungen in Bosnien im Stimmungsprozeß einer prismatischen Balintgruppe. In: Gruppenpsychotherapie und Gruppendynamik. Jahrgang 31, 1995, Heft 4, S. 346–357.
- Intuitive Dialoge. Ein Weg aus emotionalen Blockaden mittels defokussierender Imagination. In: Wiener Medizinische Wochenschrift. Jahrgang 148, 1998, Heft 6, S. 166–170.
- Intuitive Dialoge mit gewalttraumatisierten Menschen. In: Integrative Therapie. Jahrgang 27, 2001, Heft 4, S. 137–158.
- Prismatisches Vorgehen in tiefenpsychologisch fundierter Psychotherapie, In: Psychodynamische Psychotherapie, 2003, Heft 2, S. 43–57.
- Defokussierende Prismengespräche zur Lösung traumatischer Fixierungen. In: Psychiatrische Pflege. 2006, Heft 12, S. 1–3.
- Defokussierende Imagination. In: Wiener Medizinische Wochenschrift. 2009, S. 271–275.